# Josep Betalú Constantino
Josep Betalú Constantino  (Amposta, 21 d'octubre de 1977) és un esportista conegut per ser l'únic ciclista a guanyar quatre anys consecutius la Titan Desert.
Dels 22 als 30 anys treballava de DJ i va muntar el seu taller mecànic a Amposta, a les Terres de l'Ebre. A finals de la dècada del 2010 va tancar el taller després de dues dècades, quan es va decidir a ser un professional del ciclisme.
A més de guanyar quatre Titan Desert consecutives, dels anys 2016 al 2019, també és l'únic que ha guanyat en tres ocasions seguides la Ruta de los Conquistadores de Costa Rica, els anys 2017, 2018 i 2019. El maig de 2020 va realitzar la Ruta –de 300 km i 9.000 metres de desnivell– en solitari, sense parar, en poc més de 17 hores i sota la pluja.
Els seus principals patrocinadors són de l'Amèrica Central.
Anteriorment va ser campió de la Volta a Castelló (2012 i 2013) i també subcampió de la Vuelta a Cantabria de 2012, entre d'altres.